# (60) Eco
Echo és l'asteroide núm. 60 de la sèrie, és un asteroide força gran del cinturó principal, és de la classe S. Fou descobert per en J. Ferguson el 14 de setembre del 1860 a Washington, i fou el tercer, i darrer, asteroide que va descobrir. El seu nom prové d'Eco, una nimfa de la mitologia grega.